# Henri Sai
Henri Sai (* 4. Dezember 2000) ist ein estnischer Sprinter.

## Sportliche Laufbahn
Erste internationale Erfahrungen sammelte Henri Sai im Jahr 2019, als er bei den U20-Europameisterschaften in Borås im 100-Meter-Lauf mit 10,59 s im Halbfinale ausschied, wie auch über 200 Meter mit 21,39 s. Zudem wurde er mit der estnischen 4-mal-100-Meter-Staffel in 49,44 s Siebter.
2020 wurde Sai estnischer Meister im 100- und 200-Meter-Lauf sowie 2019 Hallenmeister im über 200 Meter und 2020 über 60 Meter.

## Persönliche Bestleistungen
- 100 Meter: 10,53 (+0,9 m/s), 8. August 2020 in Tallinn
  - 60 Meter (Halle): 6,79 s, 22. Februar 2020 in Tallinn
- 200 Meter: 21,08 s (+0,7 m/s), 9. August 2020 in Tallinn
  - 200 Meter (Halle): 21,58 s, 23. Februar 2020 in Tallinn